# Scott Morrison
Scott Morrison (* 13. května 1968 Sydney) je australský politik, předseda Liberální strany, který byl od srpna 2018 do května 2022 australským premiérem.
Od roku 2007 je poslancem dolní komory australského parlamentu., ve vládě Tonyho Abbotta byl ministrem pro přistěhovalectví a ochranu hranic. Později byl také ministrem sociálních věcí a ministrem státní pokladny.
Za své působení ve vládách byl kritizován ochránci lidských práv za jeho přistěhovaleckou politiku.[zdroj⁠?!] Jako ministr státní pokladny byl naopak oceňován za pokles deficitu státních financí a oživení pracovního trhu.[zdroj⁠?!]
V parlamentních volbách v květnu 2022 strana pod jeho vedením prohrála s Australskou stranou práce vedenou Anthony Albanesem. Morrison porážku ještě v den voleb uznal a poblahopřál Albanesemu k vítězství. Albanes čtvrt roku po získání premiérského postu upozornil na svého předchůdce Morrisna, s tím, že se vměšoval do rozhodování svých ministrů, a spolupodílel se na chodu pěti ministerstvech.

## Život
Scott Morrison se narodil do rodiny dlouholetého starosty Waverley (městské části Sydney) a jeho manželky Marion, rozené Smithové, jako druhý ze dvou synů.[zdroj⁠?!] Dědeček z matčiny strany pocházel z Nového Zélandu. Jako dětský herec se objevil v několika reklamách. Na univerzitě v Novém Jižním Walesu studoval ekonomickou geografii a pak pracoval v cestovním ruchu.[zdroj⁠?!] S manželkou Jenny má dvě dcery a je věřící.